# NGC 1098
NGC 1098 este o galaxie lenticulară situată în constelația Eridanul. A fost descoperită în 17 octombrie 1885 de către Francis Leavenworth. Se află la o distanță de 73,11 de megaparseci de Pământ.